# Oxyrrhepes
Oxyrrhepes es un género de saltamontes de la subfamilia Catantopinae, familia Acrididae, y es el único género de la tribu Oxyrrhepini (Tinkham, 1940). Oxyrrhepes se encuentra en Sri Lanka, China, Indochina y Malasia.

## Especies
Las siguientes especies pertenecen al género Oxyrrhepes:
- Oxyrrhepes cantonensis Tinkham, 1940
- Oxyrrhepes meyeri Willemse, 1936
- Oxyrrhepes obtusa (Haan, 1842)